# خلیل‌رضا اولوتروک
خلیل‌رضا اولوتورک (ترکی آذربایجانی: Xəlil Rza Ulutürk; ۲۱ اکتبر ۱۹۳۲ – ۲۲ ژوئن ۱۹۹۴) شاعر شناخته شده آذربایجانی بود.

## زندگی‌نامه
خلیل‌رضا اولوتورک ۲۱ اکتبر سال ۱۹۳۲ در شهرستان سالیان آذربایجان شوروی به دنیا آمد. او دانش‌آموخته رشته خبرنگاری از دانشگاه دولتی آذربایجان (۱۹۵۴) بود. سپس در دوره ۲ ساله ادبیات برای مهارت‌افزایی نوسندگان و شعرا در دانشگاه ادبیات جهان به نام ماکسیم گورکی حضور یافت. بعد از گذراندن این دوره در مجله «زنان آذربایجانی» فعالیت‌های شغلی خود را شروع کرد.

## شعرسرایی
خلیل‌رضا اولوتورک در سال ۱۹۵۴ به عضویت اتحادیه نویسندگان شوروی درآمد. در سال ۱۹۵۷ بود، که اولین مجموعه اشعارش تحت عنوان «بهار فرا می‌رسد» به طبع رسید. او مدرک دکترای خود را در رشته ادبیات در سال ۱۹۸۵ به دست آورد. از سال ۱۹۸۶ تا پایان زندگی‌اش در دانشکده ادبیات باکو مشغول به کار شد.
خلیل‌رضا اولوتورک از اواخر دهه ۸۰ میلادی، هم‌زمان با گسترش و تعمیق جنبش ملی آزادی آذربایجانیان از شوروی، به عنوان یک شاعر استقلال‌طلب در میان مردم این کشور آوازه یافت. او با تمام وجودش بدین جنبش ملحق شده و در هر جایی که می‌رفت، علیه سیاست‌های شوونیستی روسها و تجاوز ارمنیان داشناک به قره‌باغ کوهستانی به سخنرانی شدیداللحن می‌پرداخت.
شاعر ۲۶ ژانویه سال ۱۹۹۰ توسط کاگ‌ب بازداشت و به زندان «لفورتوفو» در مسکو منتقل شد. بازجوییهای طولانی، شکنجه‌های روحی، اتهامات واهی و سنگین و محکومیت به تحمل زندان نتوانست بر اراده خلیل‌رضا اولوتورک غلبه کند، بر عکس او در مدت ۸ ماه و ۱۳ روزی که در زندان سپری کرد به مبارزه خود ادامه داده و بیش از ۲۰۰ شعر، داستان و نامه نوشت.
پسر خلیل‌رضا اولوتورک، تبریز خلیل‌بیگلی، ۳۱ ژانویه ۱۹۹۲ در جریان جنگ قره‌باغ در منطقه مسکونی ناخیجوانی واقع در قرابت شهرستان خوجالی شهید شد.

## مرگ
بعد از سال ۱۹۹۲ وضعیت جسمانی خلیل‌رضا اولوتروک بر اثر بیماری‌های دیابت و قلب و عروقی وخیم شد. او به فرمان سلیمان دمیرل، رئیس‌جمهوری وقت ترکیه، در بیمارستان «جراح پاشا» بستری و قلبش عمل جراحی شد. سپس با آنکه به باکو بازگشت، ولی به دلیل وخیم‌تر شدن وضعیت جسمانی اش به کشور آلمان رفت. آنجا برا مدتی مداوا شد و دوباره به باکو برگشت؛ ولی تلاش‌های پزشکان نتیجه ای دربرنداشت و ۲۲ ژوئیه سال ۱۹۹۴، بعد از تحمل بیماری طولانی‌مدت زندگی را بدرود گفت. خلی‌رضا اولوتورک در پارک مفاخر باکو به خاک سپرده شده و روی قبر او مجسمه خودش نصب شد.

## آثار
- «داستان عشق» (۱۹۶۱)
- «منزلت» (۱۹۷۳)
- «این دنیا دارد به کدام سو می‌رود؟» (۱۹۸۳)
- «۱۹۷۳ ادامه می‌یابد» (۱۹۹۱)
- «در میان ماه و آفتاب» (۱۹۹۲)
- «من شرق هستم» (۱۹۹۴)

## جوایز
- جایزه «مردم ترک» (سال ۱۹۹۱)
- نام افتخار «نویسنده مردم آذربایجان» (سال ۱۹۹۲)
- نشان استقلال (بعد از مرگش)